# Orlando Fonseca
Pour les articles homonymes, voir Fonseca.
Orlando Fonseca, de son nom complet Orlando António Fonseca da Costa, est un footballeur portugais né le 30 septembre 1956 à Lisbonne. Il jouait au poste d’attaquant.

## Biographie

### En club
Orlando Fonseca commence sa carrière au sein de l’académie de jeunes du Benfica Lisbonne, l’un des clubs les plus prestigieux du Portugal. Il intègre l'équipe senior lors de la saison 1975-1976,.
En 1976, Orlando rejoint le CD Montijo et marque 2 buts en 27 matchs durant son passage. Il est sacré Champion du Portugal en 1976,.
Après une saison productive à Montijo, Orlando s’engage avec Riopele en 1977. Durant cette période, il inscrit 5 buts en 21 matchs. En 1978, il signe à GD Estoril-Praia, où il inscrit 6 buts en 30 rencontres,.
Fort de ses performances, Orlando retourne au Benfica Lisbonne en 1979. Cependant, comme lors de sa première expérience, il trouve peu d'opportunités de briller dans un effectif déjà bien fourni. Il joue 15 matchs au cours de la saison 1979-1980 sans inscrire de but. Il remporte néanmoins son deuxième titre avec le club, la Coupe du Portugal,.
En 1980, Orlando rejoint le Vitória Guimarães, où il vit les années les plus prolifiques de sa carrière. Entre 1980 et 1984, il dispute 116 matchs et marque 10 buts,.
Après son passage au Vitória, Orlando signe au Varzim SC en 1984, où il passe deux saisons en contribuant à l'attaque de l'équipe. Il rejoint ensuite le FC Felgueiras en 1986, un club évoluant dans les divisions inférieures,.
De 1989 à 1992, Orlando joue pour le FC Maia, où il continue d’évoluer à un niveau compétitif malgré son âge avancé. Il termine finalement sa carrière à Esposende en 1994,.

### En sélection
Orlando est sélectionné en équipe de jeunes avec le Portugal, il participe notamment au Tournoi de Toulon en 1977 avec le Portugal, où il inscrit un but en quatre matchs.
Il dispute une rencontre avec la sélection olympique contre l'Allemagne lors des qualifications pour les Jeux olympiques 1984.

### Palmarès
Benfica Lisbonne
- Championnat du Portugal :
  - Vainqueur : 1975-76
- Coupe du Portugal :
  - Vainqueur : 1979-80